# Itabaiana (ort i Brasilien, Paraíba)
Itabaiana är en ort i Brasilien.   Den ligger i kommunen Itabaiana och delstaten Paraíba, i den östra delen av landet, 1 700 km nordost om huvudstaden Brasília. Itabaiana ligger 47 meter över havet och antalet invånare är 19 100.
Terrängen runt Itabaiana är huvudsakligen platt, men söderut är den kuperad. Itabaiana ligger nere i en dal. Närmaste större samhälle är Timbaúba, 19,7 km söder om Itabaiana.
Omgivningarna runt Itabaiana är en mosaik av jordbruksmark och naturlig växtlighet. Runt Itabaiana är det ganska tätbefolkat, med 120 invånare per kvadratkilometer.